# Wykładnik Lapunowa

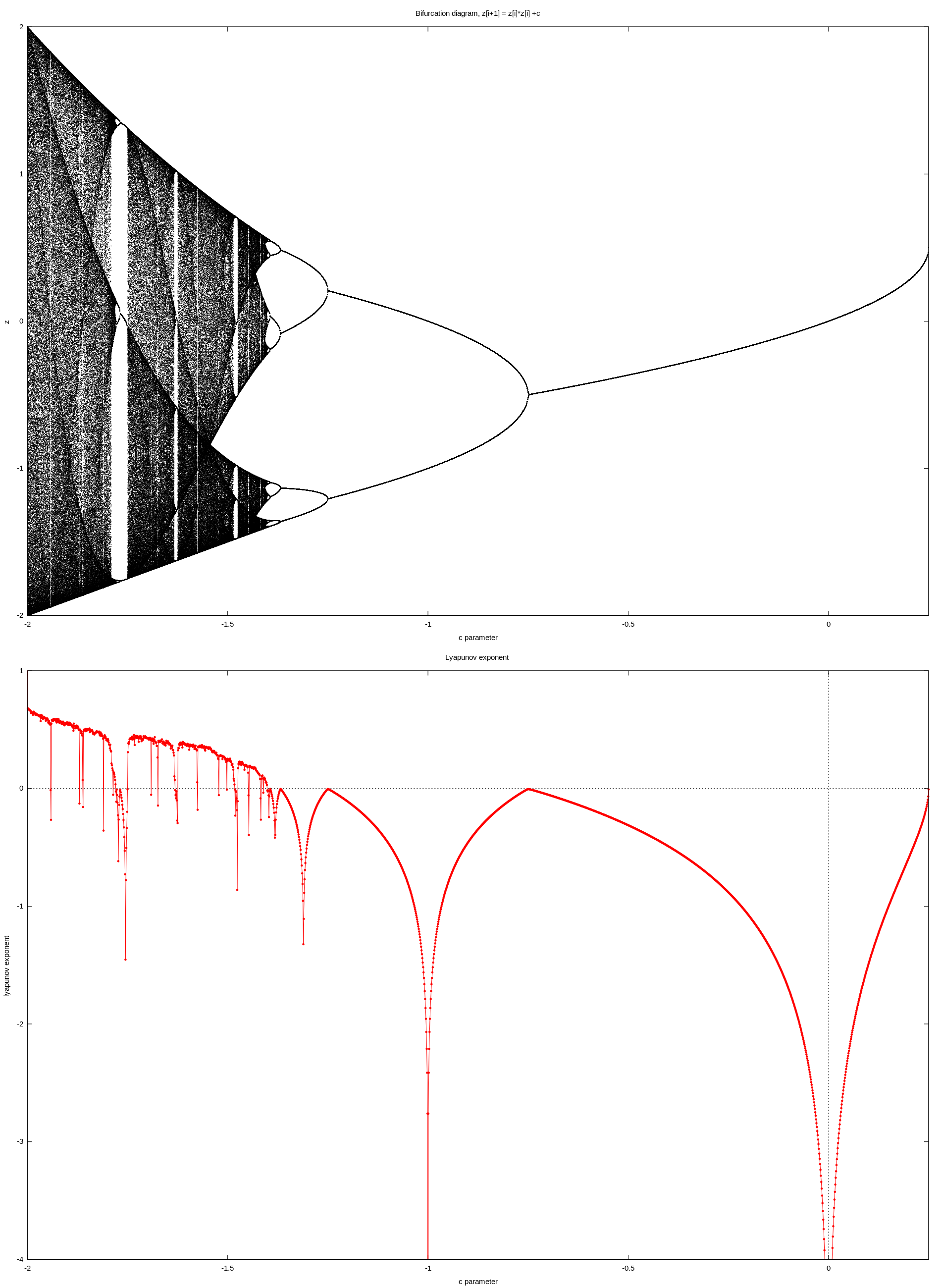
Wykładnik Lapunowa dla jednowymiarowego dyskretnego układu dynamicznego

Wykładnik Lapunowa, współczynnik Lapunowa układu dynamicznego – miara, która charakteryzuje tempo separacji infinitezymalnie (nieskończenie) bliskich trajektorii. Pozwala on też ustalić zachowanie się układu dynamicznego dla określonych zmiennych (parametrów). Ogólnie służy do badania układów dynamicznych. Podstawy matematycznej teorii stabilności ruchu stworzył A.M.Lapunow, który rozpatrywał, jak szybko wzrasta w czasie ewolucji odległość pomiędzy dwiema bliskimi trajektoriami. Jeżeli układ dynamiczny jest chaotyczny, odległość taka rośnie w czasie t wykładniczo jak {\displaystyle e^{t\lambda },} gdzie współczynnik {\displaystyle \lambda } zwany wykładnikiem Lapunowa jest dodatni. Wykładniki Lapunowa umożliwiają ocenę zjawiska chaotycznego w tzw. przestrzeni fazowej. Przestrzeń fazowa to inny sposób obrazowania wielowymiarowych zjawisk dynamicznych. W zwykłym przebiegu czasowym oś pozioma wykresu obrazuje czas, natomiast oś pionowa odpowiada za stan zjawiska w danej chwili (np. prędkość). W przestrzeni fazowej możemy ocenić wszystkie możliwe stany systemu w każdej chwili czasowej. Trajektoria to obraz wszystkich możliwych stanów, które przyjmuje układ w kolejnych chwilach czasu.
Jeśli przyjąć skończone i odpowiednio małe odcinki czasu, to ewolucję układu dynamicznego można opisać rekurencyjnym równaniem algebraicznym:
{\displaystyle x_{n+1}=f(x_{n}),}
gdzie:
{\displaystyle n} – przyjmuje kolejne wartości całkowite, które można uznać za kolejne interwały czasowe,
{\displaystyle x_{n}} – zmienna opisująca stan układu dynamicznego w chwili {\displaystyle n,}
{\displaystyle x_{n+1}} – to stan układu dynamicznego w chwili {\displaystyle n+1.}
Stan układu w chwili {\displaystyle n+1} otrzymuje się przez przekształcenie stanu {\displaystyle n} za pomocą odpowiedniej funkcji {\displaystyle f.} Otrzymuje się wówczas ciąg o postaci:
{\displaystyle x_{n+1}=f(x_{n}).}
Taki sposób przekształcania nazywa się iteracją. Ciąg kolejnych iteracji tworzy orbitę odwzorowania. Jeżeli rozpatrzyć dwa stany początkowe różniące się w niewielkim stopniu o e, to po upływie {\displaystyle n} czasu (lub inaczej po {\displaystyle n} iteracjach) otrzymuje się wartości:
{\displaystyle f^{n}(x_{0}),}
gdzie {\displaystyle f^{n}} oznacza n-tą iterację na punkcie {\displaystyle x_{0}.}
Stany mogą być od siebie oddalone w różnym stopniu. Miarą oddalania/zbliżania się jest wykładnik Lapunowa definiowany w postaci:
{\displaystyle \lambda (x_{0})=\lim _{n\to \infty }{\frac {1}{n}}\ln \left|{\frac {df^{n}(x_{0})}{dx}}\right|.}
Współczynnik ten jest również miarą utraty informacji o układzie w jednym przekształceniu. Mogą zaistnieć trzy możliwości:
- {\displaystyle \lambda <0} – orbita zmierza do stabilnego punktu lub staje się orbitą periodyczną. Ujemny wykładnik Lapunowa charakteryzuje układy dyssypatywne np. tłumione wahadło.
- {\displaystyle \lambda =0} – orbita zmierza do neutralnego, stałego punktu. Wartość ta oznacza, że system znajduje się w najbardziej stabilnym stadium rozwoju.
- {\displaystyle \lambda >0} – orbita jest niestabilna i chaotyczna. Dwa bliskie stany początkowe oddalają się wykładniczo od siebie z upływem czasu.

Obliczanie wykładników Lapunowa dla układów wielowymiarowych jest bardzo złożone. Dodatnia wartość największego wykładnika oznacza, że układ jest chaotyczny. Wynika to z natury zjawiska, to znaczy im większa jest wartość wykładnika tym szybciej rozbiega się analizowane zjawisko. Odległość między początkowo sąsiednimi dwoma punktami zwiększa się właśnie w sposób wykładniczy. Wykładniki Lapunowa opisują jak szybko poszczególne punkty oddalają się od siebie (lub zbliżają jeśli wykładnik jest ujemny). Dla każdego wymiaru występuje osobny wykładnik. Zatem może zdarzyć się, że oddalanie następuje wyłącznie wzdłuż niektórych wymiarów. Ponieważ oddalanie następuje znacznie szybciej niż zbliżanie się, jeden dodatni wykładnik Lapunowa odpowiedzialny za oddalanie się powoduje zwiększanie się globalnej odległości, nawet jeśli we wszystkich pozostałych wymiarach zjawisko charakteryzuje się ujemnymi wykładnikami.